# Leptomyrmex niger
Leptomyrmex niger é uma espécie de formiga do gênero Leptomyrmex.